# Tommaso Salsa
Tommaso Salsa (Treviso, 17 ottobre 1857 – Treviso, 21 settembre 1913) è stato un generale italiano, già distintosi come ufficiale coloniale durante la guerra d'Eritrea, la guerra Mahdista e la guerra d'Abissinia, partecipò poi alla repressione della rivolta dei Boxer in Cina. Decorato con la Croce di Cavaliere dell'Ordine militare di Savoia, quella di Cavaliere dell'Ordine della Corona d'Italia, e la Medaglia d'argento al valor militare, prese parte anche alla guerra italo-turca e alle successive operazioni di conquista della Libia, dove fu decorato con la Medaglia d'oro al valor militare a vivente dopo il vittorioso esito della battaglia di Ettangi (19 giugno 1913).

## Biografia
Nacque a Treviso il 17 ottobre 1857 dall’avvocato Agostino e da Giuseppina Tiretta, in famiglia con impronta risorgimentale. Dopo aver frequentato due anni la facoltà di Giurisprudenza all'Università di Padova, nel 1877 si iscrisse alla Regia Accademia Militare di Modena. Nel 1880, a ventitré anni, divenne ufficiale del Regio Esercito, assegnato come sottotenente al 21º Reggimento fanteria "Cremona". Nel 1882 fu promosso al grado di tenente, assegnato al 6º Reggimento alpini. Nell'ottobre 1888 diviene capitano del 33º Reggimento fanteria "Livorno", e successivamente frequentò i corsi della Scuola di guerra dell'esercito di Civitavecchia operando in seguito presso il comando dello Stato maggiore.
Dall'11 gennaio 1891 prestò servizio in Eritrea, presso il Governatorato d'Africa, retto dal generale Gandolfi, dove ricoprì la carica di Capo Ufficio politico-militare fino all'11 luglio 1894. Assegnato al Corpo di Stato maggiore prese parte alla guerra d'Eritrea in seno al Regio corpo truppe coloniali, combattendo contro i Dervisci ad Argodat (21 dicembre 1893) e poi a Cassala (17 luglio 1894). Durante il combattimento di Agordat svolse le funzioni di Capo di stato maggiore del Corpo di spedizione, e per questo fatto fu decorato con la Croce di Cavaliere dell'Ordine militare di Savoia. Prese successivamente parte alla guerra d'Abissinia, sotto gli ordini del generale Oreste Baratieri, distinguendosi a Coatit (13-14 gennaio 1895), dove ottenne la Medaglia d'argento al valor militare. Come Capo di stato maggiore del generale Baratieri sconsigliò a quest'ultimo l'avanzata su Adua, adducendo una serie di motivi che, tuttavia, furono ignorati durante il Consiglio di guerra che precedette la battaglia. Svolse un ruolo di primo piano durante le trattative per la resa del presidio italiano di Macallè condotte con Ras Mekonnen, e in seguito alla sconfitta di Adua (1896) trattò la pace con il Negus Menelik I.
Rientrato in Italia fu assegnato all'89º Reggimento fanteria "Salerno", e promosso tenente colonnello nel 1898 entrò in servizio presso il 18º Reggimento fanteria "Acqui", ripartento quasi subito per la Cina il 1º luglio del 1900 al comando del 1º Battaglione di fanteria, prestando servizio sotto gli ordini del colonnello Vincenzo Garioni durante le operazioni militari condotte contro la rivolta dei Boxers. 
Rientrò in Patria nel 1902 dove fu promosso colonnello ed assunse il comando del 66º Reggimento fanteria della Brigata "Palermo", e poi del 6º Reggimento alpini. Promosso maggior generale nel 1910, assunse il comando della Brigata "Roma", e a partire dal 22 giugno del 1911, della 3ª Brigata alpini. Nel 1911 fu membro della delegazione italiana nella commissione di delimitazione del confine italo-austroungarico.
Dopo lo scoppio della guerra italo-turca, si imbarcò a Napoli il 29 novembre 1911, raggiungendo la zona di operazioni il 1º ottobre, per assumere l'incarico di governatore della Piazzaforte di Tripoli. Nel luglio del 1912 partì da Tobruch per sconfiggere le forze arabo-turche a Ras Mdàuar, e nel settembre seguente da Derna al comando di una Brigata mista da montagna, sconfiggendo il giorno 17 le forze avversarie durante il combattimento di Gars Ras El-Leben. Nel mese di ottobre diresse le operazioni militari che portarono più volte alla sconfitta le forze nemiche al comando di Enver bey. Per questi successi il 9 dicembre dello stesso anno fu promosso al grado di tenente generale per merito di guerra e fu collocato a disposizione per curarsi da una malattia infettiva contratta in servizio.
Rientrato in Italia, ritornò in Libia alcune settimane dopo, e nel maggio 1913 fu inviato a Derna, sconfiggendo ancora gli arabo-turchi nella battaglia di Ettangi (19 giugno 1913), un combattimento di quattro ore al termine del quale sbaragliò completamente le truppe nemiche. Per queste vittorie Sua Maestà il Re Vittorio Emanuele III gli conferì la Medaglia d'oro al valor militare. Il 27 luglio 1913 rientrò definitivamente in Italia, assumendo il comando della Divisione di Napoli, e il 6 settembre dello stesso anno divenne Ispettore delle Truppe da Montagna.
Si spense a Treviso il 21 settembre successivo in seguito a una malattia che fu riconosciuta dovuta alla prostrazione per il lavoro effettuato in Libia.

## Riconoscimenti
A Tommaso Salsa è dedicata una caserma di Belluno, oggi sede del 7º Reggimento alpini, una via di Treviso con la omonima caserma operante fino al 2005 e poi dismessa con la fine del servizio di leva obbligatorio; ed anche una sezione dell'Associazione Nazionale Alpini sita nella sua città natale.

### Annotazioni
1. ↑  Si distinse particolarmente durante lo svolgimento di questo incarico, tanto che venne insignito della Croce di Cavaliere dell'Ordine della Corona d'Italia.
2. ↑  Nel 1892 fu promosso maggiore per meriti di guerra.
3. ↑  L'altra unità assegnata al Corpo di spedizione era il 1º Battaglione bersaglieri del maggiore Luigi Agliardi.

### Fonti
1. 1 2 3 4 5 6 7 8 9  Bianchi, Cattaneo 2011, p. 90.
2. 1 2 3 4 5 6 7 8 9 10 11 12  Bianchi, Cattaneo 2011, p. 91.
3. ↑  Gazzetta Ufficiale del Regno d'Italia n.150 del 27 giugno 1894.
4. 1 2  Bianchi, Cattaneo 2011, p. 92.
5. 1 2  Bassetti 2014, p. 35.
6. ↑   Vittorio Adami, Storia documentata dei confini d'Italia, Roma, Istituto poligrafico dello stato, 1930,  p. 43.
7. 1 2  Bassetti 2014, p. 36.
8. 1 2 3  Regio Decreto del 9 dicembre 1912, apparso sul Bollettino Ufficiale del Ministero della Guerra del 14 dicembre 1912, Dispensa 59ª.
9. ↑  Regio Decreto del 4 giugno 1914.
10. ↑  Regio Decreto 31 marzo 1895.
11. ↑  Regio Decreto 4 giugno 1896.
12. ↑  Regio Decreto 23 giugno 1901.
13. ↑  Regio Decreto del 30 dicembre 1892.
14. ↑  Regio Decreto del 26 dicembre 1907.
15. ↑  Regio Decreto del 26 dicembre 1909.
16. ↑  Regio Decreto del 26 dicembre 1912.
17. ↑  Regio Decreto del 4 giugno 1896.
18. ↑  Regio Decreto del 23 luglio 1902.